# Wendy Irving
Wendy Irving (Ottawa, 11 de noviembre de 1951) es una jinete canadiense que compitió en la modalidad de concurso completo. Ganó una medalla de oro en los Juegos Panamericanos de 1971, en la prueba por equipos.

## Palmarés internacional
| Juegos Panamericanos | Juegos Panamericanos | Juegos Panamericanos | Juegos Panamericanos |
| Año                  | Lugar                | Medalla              | Categoría            |
| -------------------- | -------------------- | -------------------- | -------------------- |
| 1971                 | Cali (Colombia)      | Medalla de oro       | Por equipos          |